# بوتساگان
بوتساگان (به لاتین: Buutsagaan) یک منطقهٔ مسکونی در مغولستان است که در استان بایان‌خونگور واقع شده‌است. بوتساگان ۵٬۸۴۰ کیلومتر مربع مساحت دارد.